# 아스타나
아스타나(카자흐어: Астана, 문화어: 아스따나)은 카자흐스탄의 수도이다. 1997년 12월 10일 알마티에서 수도를 옮겼다. 카자흐스탄 북부에 있는 아크몰라주의 주도였으나, 수도가 되면서 아크몰라주에서 분리되었다. 2019년 3월 23일, 누르술탄으로 명칭이 변경되었다가 2022년 9월부터 현재의 아스타나로 명칭이 환원되었다.

## 지리
이심강 상류에 있으며, 이 강은 오비강으로 흘러들어가 북극해로 빠지게 된다. 기후는 한랭하며, 1월 평균 기온이 영하 16 °C, 7월 평균 기온이 20 °C이다. 전 세계 독립국의 수도 중 몽골의 울란바타르 다음으로 춥다.

## 역사
1824년에 러시아 제국이 건설한 군사 요새가 기원으로, 아크몰린스크(러시아어: Акмолинск)라는 이름이 붙은 이 마을은 19세기 중엽부터 러시아의 카자흐스탄 지배의 중심지가 되었고, 20세기 초반에는 철도의 교차점이 되면서 더욱 발전했다. 소련 초기에는 굴라크 수용소가 있었다가, 니키타 흐루쇼프 집권기에 카자흐 소비에트 사회주의 공화국 북부에서 진행된 처녀지 개간 운동의 중심지로 선정되었다. 소련은 당시 이 곳을 새로운 농업 중심지로 개척하려고 했으며, 1961년에는 시의 명칭을 '처녀지의 도시'라는 뜻의 첼리노그라드(러시아어: Целиноград)로 바꾸었다. 이후 농업 관련 공업이 발달하고, 농업 관련 연구소가 들어섰다.
1991년에 카자흐스탄이 소련에서 떨어져 나오자 옛 이름을 카자흐어로 재구성한 아크몰라(카자흐어: Ақмола, 러시아어: Акмола)로 개칭하였다. 카자흐스탄 정부는 1995년에 카자흐스탄의 수도를 알마티에서 아크몰라로 이전하는 계획을 승인했다. 카자흐스탄 정부의 수도 이전 배경에는 알마티가 국경 지대에 위치하고 있고 지진의 위험이 커서 도시의 성장에 장애가 된다는 점이 거론되었지만 다른 한편으로는 카자흐스탄 북부 지방의 개발에 유리한 점, 카자흐스탄 북부 지방에서 다수를 차지하고 있는 러시아계 주민들의 분리주의 움직임을 차단하기에 유리한 점이 거론되었다. 반면 겨울철 기후가 너무 추워서 새로운 수도 건설에 막대한 비용이 소요된다는 지적을 받기도 했다.
1997년에 정식으로 천도하면서 도시 명칭을 카자흐어로 수도라는 뜻의 아스타나(카자흐어: Астана, 러시아어: Астана, 문화어: 아스따나)로 고쳤다. 카자흐스탄의 새로운 수도가 된 이후에 대규모 도시 계획이 진행되어 대통령궁, 최신 시설의 대규모 정부 청사, 바이테렉 타워, 초현대식 문화 센터 등 각종 공공 건물들의 건축이 이루어졌다. 인구도 빠르게 증가하여, 1999년에 28만 명이었으나, 2007년에는 70여만 명을 넘어섰다.
2011년에는 알마티와 함께 2011년 동계 아시안 게임을 개최하면서 중앙아시아 최초로 국제 경기가 열린 도시가 되었는데, 아스타나에서는 빙상 경기가, 알마티에서는 설상 경기가 열렸다. 2017년 6월 10일부터 9월 10일까지 아스타나 세계박람회가 개최되었다. 2019년 3월 23일 누르술탄 나자르바예프 전 대통령의 이름을 따 아스타나에서 누르술탄으로 명칭을 변경하였다가 2022년 9월에 카심조마르트 토카예프 대통령이 서명한 법률에 따라 다시 아스타나로 환원했다.

## 인구
| 연도 | 인구      | ±%     |
| ---- | --------- | ------ |
| 1989 | 281,252   | —      |
| 1999 | 326,900   | +16.2% |
| 2002 | 493,100   | +50.8% |
| 2010 | 649,139   | +31.6% |
| 2016 | 872,655   | +34.4% |
| 2020 | 1,136,008 | +30.2% |

## 기후
| 아스타나의 기후                                                                                    | 아스타나의 기후 | 아스타나의 기후 | 아스타나의 기후 | 아스타나의 기후 | 아스타나의 기후 | 아스타나의 기후 | 아스타나의 기후 | 아스타나의 기후 | 아스타나의 기후 | 아스타나의 기후 | 아스타나의 기후 | 아스타나의 기후 | 아스타나의 기후 |
| 월                                                                                                 | 1월             | 2월             | 3월             | 4월             | 5월             | 6월             | 7월             | 8월             | 9월             | 10월            | 11월            | 12월            | 연간            |
| -------------------------------------------------------------------------------------------------- | --------------- | --------------- | --------------- | --------------- | --------------- | --------------- | --------------- | --------------- | --------------- | --------------- | --------------- | --------------- | --------------- |
| 역대 최고 기온 °C (°F)                                                                             | 5.0 (41.0)      | 8.2 (46.8)      | 22.1 (71.8)     | 29.7 (85.5)     | 36.1 (97.0)     | 40.1 (104.2)    | 41.6 (106.9)    | 38.7 (101.7)    | 36.2 (97.2)     | 26.7 (80.1)     | 18.5 (65.3)     | 5.2 (41.4)      | 41.6 (106.9)    |
| 일평균 최고 기온 °C (°F)                                                                           | −10.3 (13.5)    | −8.8 (16.2)     | −1.5 (29.3)     | 12.2 (54.0)     | 20.9 (69.6)     | 25.8 (78.4)     | 26.6 (79.9)     | 25.5 (77.9)     | 18.9 (66.0)     | 10.4 (50.7)     | −1.3 (29.7)     | −8.0 (17.6)     | 9.2 (48.6)      |
| 일일 평균 기온 °C (°F)                                                                             | −14.5 (5.9)     | −13.6 (7.5)     | −6.0 (21.2)     | 6.5 (43.7)      | 14.5 (58.1)     | 19.6 (67.3)     | 20.6 (69.1)     | 19.1 (66.4)     | 12.6 (54.7)     | 5.0 (41.0)      | −5.2 (22.6)     | −12.0 (10.4)    | 3.9 (39.0)      |
| 일평균 최저 기온 °C (°F)                                                                           | −18.7 (−1.7)    | −18.0 (−0.4)    | −10.4 (13.3)    | 1.2 (34.2)      | 8.2 (46.8)      | 13.4 (56.1)     | 14.9 (58.8)     | 13.0 (55.4)     | 6.8 (44.2)      | 0.5 (32.9)      | −8.7 (16.3)     | −16.0 (3.2)     | −1.2 (29.8)     |
| 역대 최저 기온 °C (°F)                                                                             | −51.6 (−60.9)   | −48.9 (−56.0)   | −37.2 (−35.0)   | −27.8 (−18.0)   | −10.8 (12.6)    | −1.5 (29.3)     | 2.3 (36.1)      | −2.2 (28.0)     | −8.2 (17.2)     | −25.3 (−13.5)   | −39.2 (−38.6)   | −43.5 (−46.3)   | −51.6 (−60.9)   |
| 평균 강수량 mm (인치)                                                                              | 18 (0.7)        | 17 (0.7)        | 20 (0.8)        | 22 (0.9)        | 33 (1.3)        | 40 (1.6)        | 56 (2.2)        | 31 (1.2)        | 21 (0.8)        | 26 (1.0)        | 29 (1.1)        | 25 (1.0)        | 338 (13.3)      |
| 평균 강우일수                                                                                      | 2               | 2               | 5               | 9               | 15              | 13              | 15              | 13              | 12              | 10              | 7               | 3               | 106             |
| 평균 강설일수                                                                                      | 25              | 23              | 19              | 6               | 1               | 0.1             | 0               | 0               | 1               | 7               | 18              | 24              | 124             |
| 평균 상대 습도 (%)                                                                                 | 78              | 77              | 79              | 64              | 54              | 53              | 59              | 57              | 59              | 68              | 80              | 79              | 67              |
| 평균 월간 일조시간                                                                                 | 103             | 147             | 192             | 238             | 301             | 336             | 336             | 294             | 230             | 136             | 100             | 94              | 2,507           |
| 평균 일일 일조시간                                                                                 | 3.3             | 5.2             | 6.2             | 7.9             | 9.7             | 11.2            | 10.8            | 9.5             | 7.7             | 4.4             | 3.3             | 3.0             | 6.9             |
| 출처 1: Pogoda.ru.net (평년값: 1991년~2020년, 극값: 1881년~현재)                                   |                 |                 |                 |                 |                 |                 |                 |                 |                 |                 |                 |                 |                 |
| 출처 2: 미국 해양대기청 (월간 일조시간: 1961년~1990년), 독일 기상청 (일일 일조시간: 1961년~1990년) |                 |                 |                 |                 |                 |                 |                 |                 |                 |                 |                 |                 |                 |

## 자매 도시
- 러시아 모스크바
- 러시아 카잔
- 러시아 상트페테르부르크
- 튀르키예 이스탄불
- 튀르키예 이즈미르
- 튀르키예 앙카라
- 키르기스스탄 비슈케크
- 미국 피츠버그
- 우크라이나 키이우
- 요르단 암만
- 라트비아 리가
- 폴란드 그단스크
- 폴란드 바르샤바
- 조지아 트빌리시
- 대한민국 서울특별시
- 우즈베키스탄 타슈켄트
- 아랍에미리트 두바이
- 인도네시아 자카르타
- 베트남 하노이